# Pit Beirer
Pit Beirer   (Radolfzell, 19 d'octubre de 1972) és un ex-pilot de motocròs alemany que destacà en competició internacional durant les dècades del 1990 i 2000. Al llarg de la seva carrera, fou una vegada subcampió i quatre vegades tercer al Campionat del Món de motocròs, amb un total de set victòries en Grans Premis. També va guanyar set Campionats d'Alemanya i dos de Suïssa.
El 8 de juny de 2003 va patir una greu caiguda al Gran Premi de Bulgària, a Sevlievo, a conseqüència de la qual va quedar paraplègic al nivell de la sisena vèrtebra toràcica. Actualment, Pit Beirer treballa per a KTM com a director esportiu de la marca.

## Palmarès
Font:
| Any          | Motocicleta  | Campionat del món | Campionat del món | C. Alemanya      |
| Any          | Motocicleta  | 250cc             | 125cc             | C. Alemanya      |
| ------------ | ------------ | ----------------- | ----------------- | ---------------- |
| 1984         | ?            | -                 | -                 | 1r 80cc Júnior   |
|              |              |                   |                   |                  |
| 1987         | ?            | -                 | -                 | 1r 125cc Júnior  |
| 1988         | ?            | -                 | -                 | 1r 125cc Júnior  |
| 1989         | Suzuki       | -                 | 35è               |                  |
| 1990         | Suzuki       | -                 | 13è               |                  |
| 1991         | Suzuki       | -                 | 9è                | 1r Inter         |
| 1992         | Suzuki       | -                 | 6è                | 1r 125cc / Inter |
| 1993         | Suzuki       | -                 | 9è                |                  |
| 1994         | Suzuki       | -                 | 5è                |                  |
| 1995         | Honda        | 7è                | -                 |                  |
| 1996         | Honda        | 27è               | -                 |                  |
| 1997         | Honda        | 3r                | -                 |                  |
| 1998         | Honda        | 3r                | -                 |                  |
| 1999         | Kawasaki     | 2n                | -                 |                  |
| 2000         | Kawasaki     | 3r                | -                 |                  |
| 2001         | Yamaha       | 5è                | -                 |                  |
| 2002         | Honda        | 3r                | -                 | 1r Inter         |
| 2003         | Honda        | 24è               | -                 |                  |
| Total títols | Total títols | 0                 | 0                 | 7                |